# Jan Galandauer
Jan Galandauer (* 29. září 1936 Brno) je český historik zaměřený na období přelomu 19. a 20. století v habsburské monarchii a Československu.

## Život a dílo
Vystudoval historii na Filozofické fakultě Univerzity Karlovy v Praze, kde později též přednášel. Do roku 1966 byl vědeckým pracovníkem Muzea Klementa Gottwalda, poté až do roku 1990 působil v Ústavu dějin socialismu, resp. Ústavu marxismu-leninismu. Pro léta 1990–2002 se jeho působištěm stal Historický ústav Armády ČR – Památník odboje. Byl členem redakčních rad periodik Husitský Tábor a Historie a vojenství. V "Rudém Právu" dne 14. září 1987 vyšel jeho obsáhlý článek k padesátému výročí úmrtí prvního prezidenta republiky T.G. Masaryka s fotografií Masaryka a Gorkého, za jejich prázdninového pobytu na ostrově Capri.
Předmětem jeho specializace jsou politické dějiny pozdní habsburské monarchie, okolnosti vzniku Československa a odboj za první světové války. Kromě toho se věnuje problematice historických tradic. Nemalou část jeho díla představují biografie a početná je jeho popularizační tvorba v rámci žánru literatury faktu. V anketě časopisu Dějiny a současnost o nejlepší historickou knihu zvítězila v roce 2002 jeho publikace o bitvě u Zborova.
Jeho matkou byla básnířka Jarmila Urbánková.

## Výběr z díla
- Ohlas Velké říjnové socialistické revoluce v české společnosti. Praha : Svoboda, 1977.
- Bohumír Šmeral (dva díly dle období). Praha : Svoboda, 1981 a 1986.
- V první linii. Příspěvky k 60. výročí vzniku KSČ. Praha : Středočeské nakladatelství a knihkupectví, 1981. (s M. Görtlerem a L. Šumberovou)
- Osud trůnu habsburského. Praha : Panorama, 1982. (s M. Honzíkem)
- Nikdy nekvetly šeříky tak krásně. 1945. Praha : Nakladatelství Svoboda, 1985. (s M. Honzíkem)
- Od Hainfeldu ke vzniku KSČ. České dělnické hnutí v letech 1889–1921. Praha : Svoboda, 1986.
- Konopiště. Slovem i obrazem. Praha : Středočeské nakladatelství a knihkupectví, 1988.
- Vznik Československé republiky 1918. Programy, projekty, perspektivy. Praha : Nakladatelství Svoboda / Naše vojsko, 1988.
- O samostatný československý stát 1914–1918. Praha : SPN, 1992. (s kolektivem)
- Slovník prvního československého odboje 1914–18. Praha : Historický ústav Armády České republiky / Český svaz bojovníků za svobodu : Hermes, 1993.
- František Ferdinand d’Este. Praha : Svoboda-Libertas, 1993.
- Karel I., poslední český král. Praha/Litomyšl : Paseka, 1998.
- 2.7.1917 – bitva u Zborova. Česká legenda. Praha : Havran, 2002.
- František kníže Thun. Místodržící českého království. Praha/Litomyšl : Paseka, 2007.
- 6.7.1915 – pomník Mistra Jana Husa. Český symbol ze žuly a bronzu. Praha : Havran, 2008.
- Chrám bez boha nad Prahou. Památník na Vítkově. Praha : Havran, 2014.